# Guardami (Ania Cecilia)
Guardami è un singolo della cantautrice italiana Ania Cecilia, pubblicato nel 2012 ed estratto dall'album Romantick Cinema.
Il brano fa anche parte della colonna sonora del film Una donna per la vita di Maurizio Casagrande, in cui recita anche la stessa Ania.

## Tracce
- Download digitale

1. Guardami – 4:10